# 德沃里奇恰 (捷爾諾波爾州)
49°23′12″N 25°31′35″E / 49.38667°N 25.52639°E
德沃里奇恰（烏克蘭語：Дворіччя）是位於烏克蘭西部特諾皮爾州裏特諾皮爾區的村莊，始建於1785年，面積2.06平方公里，2001年該城鎮人口560。